# 703
El 703 (DCCIII) fou un any comú començat en dilluns del calendari julià.

## Necrològiques
- Abd Allah ben Abd al-Malik ben Marwan, príncep omeia.[1]
- 13 de gener: Emperadriu Jitō del Japó.[2]